# Contea di Barnes
La contea di Barnes (in inglese Barnes County) è una contea del Dakota del Nord, negli USA. Il capoluogo amministrativo è Valley City.

## Geografia fisica
L'U.S. Census Bureau certifica che l'estensione della contea è di 3.919 km², di cui l'1,43% è coperto d'acqua. La contea è attraversata dal fiume Sheyenne.

### Contee confinanti
- Contea di Griggs - nord
- Contea di Steele - nord-est
- Contea di Cass - est
- Contea di Ransom - sud-est
- Contea di LaMoure - sud-ovest
- Contea di Stutsman - ovest

## Storia
La contea fu istituita nel 1872 con il nome di contea di Burbank, in onore di John A. Burbank, governatore del Territorio del Dakota. Fu rinominata nel 1873 in onore del giudice Alanson H. Barnes.

### Evoluzione demografica

Situazione demografica

## Comuni

### Cities
- Dazey
- Fingal
- Kathryn
- Leal
- Litchville
- Nome
- Oriska
- Pillsbury
- Rogers
- Sanborn
- Sibley
- Tower City
- Valley City (capoluogo)
- Wimbledon

### Aree non incorporate
- Lucca

## Strade principali
- Interstate 94
- U.S. Highway 52
- North Dakota Highway 1
- North Dakota Highway 9
- North Dakota Highway 26
- North Dakota Highway 32
- North Dakota Highway 46